# Laurent Fabre (prêtre)
Pour les articles homonymes, voir Laurent Fabre et Fabre.
Laurent Fabre, né le 9 août 1940 à Marseille, est un prêtre catholique français. Entré dans la Compagnie de Jésus en 1961, il y suit des études avant de rencontrer le renouveau charismatique. Ayant fait en 1971 l'expérience du baptême dans l'Esprit-Saint, il est le principal fondateur de la Communauté du Chemin Neuf, créée en 1973.

## Biographie
Né en 1940, Laurent Fabre entre au séminaire dans la Compagnie de Jésus en 1958 ; suivant à Lyon sa formation théologique, il rencontre en 1971 le renouveau charismatique grâce à un étudiant jésuite américain, Mike Cawdrey ; lors d'un weekend de prière en 1972, il reçoit le baptême dans l'Esprit-Saint. De cette expérience naît un groupe de prière situé Montée du Chemin-Neuf, sur la colline de Fourvière.
À l'été 1972, Laurent Fabre, accompagné d'un autre jésuite français, Bertrand Lepesant, futur fondateur du Puits de Jacob, part aux États-Unis rencontrer les charismatiques américains ; en septembre 1973, après un temps de rencontre rassemblant une soixantaine de personnes, sept d'entre elles dont lui-même choisissent la vie communautaire : ainsi naît la Communauté du Chemin Neuf.
Depuis 1973, tout en étant engagé dans la Communauté du Chemin Neuf, Laurent Fabre reste de droit membre de la Compagnie de Jésus. En 1994, deux ans après la fondation de l'Institut du Chemin Neuf, il quitte les Jésuites.
En 1995, le premier chapitre de la Communauté le réélit à la tête de celle-ci pour sept ans, à 97 % des suffrages ; les chapitres suivants, en 2002 et 2009, voient également sa réélection. En parallèle, le chapitre de l'Institut du Chemin Neuf (prêtres et religieux) le réélit supérieur de l'Institut en octobre 2008.
En mars 2016, l'archevêque de Cantorbéry et primat de l'Église anglicane Justin Welby lui remet un Lambeth degree (en) dans la catégorie « Prière et vie religieuse ».
Il quitte ses responsabilités à la tête de la Communauté du Chemin Neuf à l'occasion du chapitre d'août 2016 . C'est le Père François Michon qui est élu pour prendre sa suite.